# Coto de caza El Angolo
El coto de caza El Angolo es un coto de caza que se encuentra en las provincias de Sullana y Talara, en el departamento de Piura, Perú. Se extiende por 65 mil hectáreas y se estableció el 1 de julio de 1975 por la ley. Se encuentra dentro de los cerros de Amotape.
El principal objetivo es la conservación del bosque seco ecuatorial y el manejo sostenible de la fauna silvestre. Recibe el nombre por una especie de árbol llamado el angolo (Albizia multiflora). En el lugar se practica la caza deportiva regulada del venado de cola blanca. El área cuenta con 17 tipos de mamíferos, 150 de aves, 13 de reptiles y 10 de peces.
En 1977 la UNESCO reconoce al coto de caza El Angolo como Zona de Amortiguamiento de la Reserva de Biosfera del Noroeste Amotapes-Manglares.

### Turismo
El Coto de Caza el Angolo se encuentra localizado en Piura, dentro de las provincias de Sullana y Talara. Este ocupa una extensión de 65 000 hectáreas y fue declarado como Coto de Caza mediante una resolución suprema dada en 1975 con la intención de conservar las especies que se encuentran en peligro en el área junto a las especies cinegéticas, así como también incitar el turismo y la caza deportiva en el lugar.